# Liste der Nummer-eins-Hits in Ungarn (1995)
Dies ist eine Liste der Nummer-eins-Hits in Ungarn im Jahr 1995. Sie basiert auf der Top 40 album-, DVD- és válogatáslemez-lista der Magyar Hanglemezkiadók Szövetsége (Mahasz), dem ungarischen Vertreter der International Federation of the Phonographic Industry.

## Alben
| ← 1994 ← | Liste der Nummer-eins-Hits in Ungarn | Liste der Nummer-eins-Hits in Ungarn | Liste der Nummer-eins-Hits in Ungarn | 1996 → |
| \| Zeitraum \| Wo. ges. \| Interpret \| Titel \| Zusätzliche Informationen \| \| (Zeitraum, Wochen auf Platz eins, Interpret, Titel, zusätzliche Informationen) \| \| \| \| \| \| ------------------------------------------------------------------------------ \| -------- \| -------------------------- \| ---------------------------- \| -------------------------------------------------------------------------------------------------------------------------------------------------------------------------------------------------------------------------------------------------------- \| \| 7. November 1994 – 29. Januar 1995 12 Wochen \| 12 \| Zámbó Jimmy \| Jimmy’s Roussos \| Mit dem vierten Nummer-eins-Album in Folge wurde der Schlagersänger zum erfolgreichsten Interpreten der 90er Jahre in Ungarn. \| \| 30. Januar 1995 – 9. April 1995 10 Wochen \| 10 \| (Soundtrack) \| Patika \| Film- und Fernsehmusik ist in Ungarn generell sehr beliebt, erstmals stand der Soundtrack einer einheimischen TV-Serie auf Platz eins. Hauptverantwortlicher als Komponist und Produzent war der Saxophonist Dés László.[1] \| \| 10. April 1995 – 7. Mai 1995 4 Wochen \| 4 \| Horváth Charlie \| Mindenki valakié \| Das Debütalbum von Károly „Charlie“ Horváth war noch auf Platz zwei stehen geblieben, ein Jahr später schafft es das Nachfolgealbum bis an die Spitze. Trotz zahlreicher weiterer erfolgreicher Alben blieb es seine einzige Spitzenplatzierung. \| \| 8. Mai 1995 – 4. Juni 1995 4 Wochen \| 4 \| (Verschiedene Interpreten) \| Bravo Hits IV. \| Nur die ersten vier Hitsampler der ungarischen Ausgabe des Magazin Bravo wurden in den Albumcharts gelistet, zweimal erreichten sie Platz eins. Später waren viele Bravo-Sampler in eigenen Compilation-Charts zu finden. \| \| 5. Juni 1995 – 16. Juli 1995 6 Wochen \| 6 \| Hungária \| Ébredj fel Rockandrollia \| Zwischen 1970 und Ende der 1980 hatte die Rockband ihre große Zeit, dann löste sie sich auf. Eine kurze Wiedervereinigung Mitte der 1990er wurde von diesem Nummer-eins-Album gekrönt. \| \| 17. Juli 1995 – 27. August 1995 6 Wochen \| 6 \| Scatman John \| Scatman’s World \| Mit seinen ersten beiden Singles erreichte der in Deutschland entdeckte US-Jazzmusiker in vielen Ländern Platz eins, Ungarn war eines der wenigen Länder, wo dies auch das Debütalbum schaffte. \| \| 28. August 1995 – 10. September 1995 2 Wochen \| 2 \| Pa-dö-dő \| Einstand \| 1990 gaben die beiden schwergewichtigen Musikerinnen ihr Chartdebüt und mit dem zweiten Album Kiabálj waren sie auch schon auf Platz zwei gewesen. Dieses sechste Album war aber ihr erfolgreichstes und das einzige, das es bis an die Spitze schaffte. \| \| 11. September 1995 – 19. November 1995 10 Wochen (insgesamt 12) \| 12 \| Republic \| Tüzet viszek \| Auch für die Ungaro-Rockband war es das sechste Album, das sie in diesem Jahr auf Platz eins brachte, bereits mit ihrem Debütalbum hatten sie das aber 1991 auch schon geschafft. Und es blieb auch nicht ihr letztes Topalbum. \| \| 20. November 1995 – 21. Januar 1996 9 Wochen (insgesamt 11) \| 11 \| Zámbó Jimmy \| Szeress, hogy szerethessenek \| Nur wenig mehr als drei Jahre brauchte der produktive Schlagerstar für fünf Nummer-eins-Alben und zum dritten Mal in Folge belegte er in der umsatzstarken Zeit um den Jahreswechsel die Spitzenposition der ungarischen Charts. \| |                                      |                                      |                                      | |
| ← 1994 |                                      |                                      |                                      | → 1996 → |
| Zeitraum | Wo. ges.                             | Interpret                            | Titel                                | Zusätzliche Informationen |
| (Zeitraum, Wochen auf Platz eins, Interpret, Titel, zusätzliche Informationen) |                                      |                                      |                                      | |
| 7. November 1994 – 29. Januar 1995 12 Wochen | 12                                   | Zámbó Jimmy                          | Jimmy’s Roussos                      | Mit dem vierten Nummer-eins-Album in Folge wurde der Schlagersänger zum erfolgreichsten Interpreten der 90er Jahre in Ungarn. |
| 30. Januar 1995 – 9. April 1995 10 Wochen | 10                                   | (Soundtrack)                         | Patika                               | Film- und Fernsehmusik ist in Ungarn generell sehr beliebt, erstmals stand der Soundtrack einer einheimischen TV-Serie auf Platz eins. Hauptverantwortlicher als Komponist und Produzent war der Saxophonist Dés László.                                 |
| 10. April 1995 – 7. Mai 1995 4 Wochen | 4                                    | Horváth Charlie                      | Mindenki valakié                     | Das Debütalbum von Károly „Charlie“ Horváth war noch auf Platz zwei stehen geblieben, ein Jahr später schafft es das Nachfolgealbum bis an die Spitze. Trotz zahlreicher weiterer erfolgreicher Alben blieb es seine einzige Spitzenplatzierung.         |
| 8. Mai 1995 – 4. Juni 1995 4 Wochen | 4                                    | (Verschiedene Interpreten)           | Bravo Hits IV.                       | Nur die ersten vier Hitsampler der ungarischen Ausgabe des Magazin Bravo wurden in den Albumcharts gelistet, zweimal erreichten sie Platz eins. Später waren viele Bravo-Sampler in eigenen Compilation-Charts zu finden.                                |
| 5. Juni 1995 – 16. Juli 1995 6 Wochen | 6                                    | Hungária                             | Ébredj fel Rockandrollia             | Zwischen 1970 und Ende der 1980 hatte die Rockband ihre große Zeit, dann löste sie sich auf. Eine kurze Wiedervereinigung Mitte der 1990er wurde von diesem Nummer-eins-Album gekrönt.                                                                   |
| 17. Juli 1995 – 27. August 1995 6 Wochen | 6                                    | Scatman John                         | Scatman’s World                      | Mit seinen ersten beiden Singles erreichte der in Deutschland entdeckte US-Jazzmusiker in vielen Ländern Platz eins, Ungarn war eines der wenigen Länder, wo dies auch das Debütalbum schaffte.                                                          |
| 28. August 1995 – 10. September 1995 2 Wochen | 2                                    | Pa-dö-dő                             | Einstand                             | 1990 gaben die beiden schwergewichtigen Musikerinnen ihr Chartdebüt und mit dem zweiten Album Kiabálj waren sie auch schon auf Platz zwei gewesen. Dieses sechste Album war aber ihr erfolgreichstes und das einzige, das es bis an die Spitze schaffte. |
| 11. September 1995 – 19. November 1995 10 Wochen (insgesamt 12) | 12                                   | Republic                             | Tüzet viszek                         | Auch für die Ungaro-Rockband war es das sechste Album, das sie in diesem Jahr auf Platz eins brachte, bereits mit ihrem Debütalbum hatten sie das aber 1991 auch schon geschafft. Und es blieb auch nicht ihr letztes Topalbum.                          |
| 20. November 1995 – 21. Januar 1996 9 Wochen (insgesamt 11) | 11                                   | Zámbó Jimmy                          | Szeress, hogy szerethessenek         | Nur wenig mehr als drei Jahre brauchte der produktive Schlagerstar für fünf Nummer-eins-Alben und zum dritten Mal in Folge belegte er in der umsatzstarken Zeit um den Jahreswechsel die Spitzenposition der ungarischen Charts.                         |